# Marine Corps Prepositioning Program-Norway

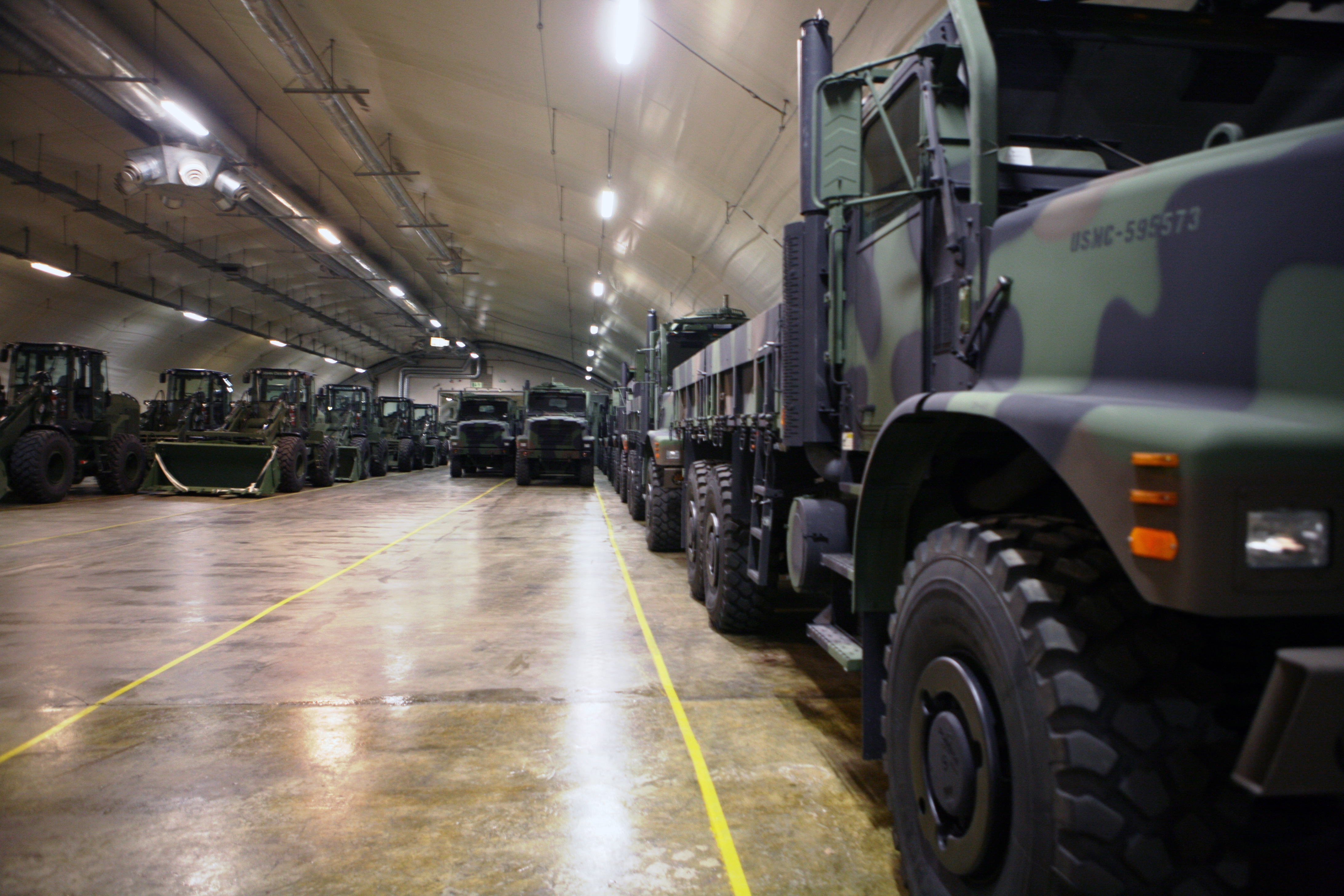
Des engins du génie et camions de 7 tonnes dans la grotte d'approvisionnement de Frigard en 2012

Des stocks d'armes, de véhicules, de munitions et d'autres équipements du Corps des Marines des États-Unis se trouvent en Norvège depuis 1981 dans le cadre de ce qui est actuellement appelé le Marine Corps Prepositioning Program-Norway (MCPP-N). Ce matériel est stocké dans un réseau de grottes et de bâtiments à température contrôlée près de la ville de Trondheim, et est utilisé dans le cadre d'opérations militaires américaines dans le monde entier. La Norvège a pris en charge la plupart des coûts du MCPP-N depuis les années 1990, et les sites sont principalement occupés par des Norvégiens.

## Historique
L'armée américaine a commencé à entreposer du matériel en Norvège en 1981 après la signature d'un protocole d'accord entre les deux pays cette année-là. Cette initiative a été initialement désignée comme Norway Air-Landed Marine Expeditionary Brigade Program et visait à permettre un renforcement plus rapide des forces de l'OTAN dans la région'. La première grotte de stockage a commencé ses opérations en 1982, et toutes les installations ont été achevées en 1988.

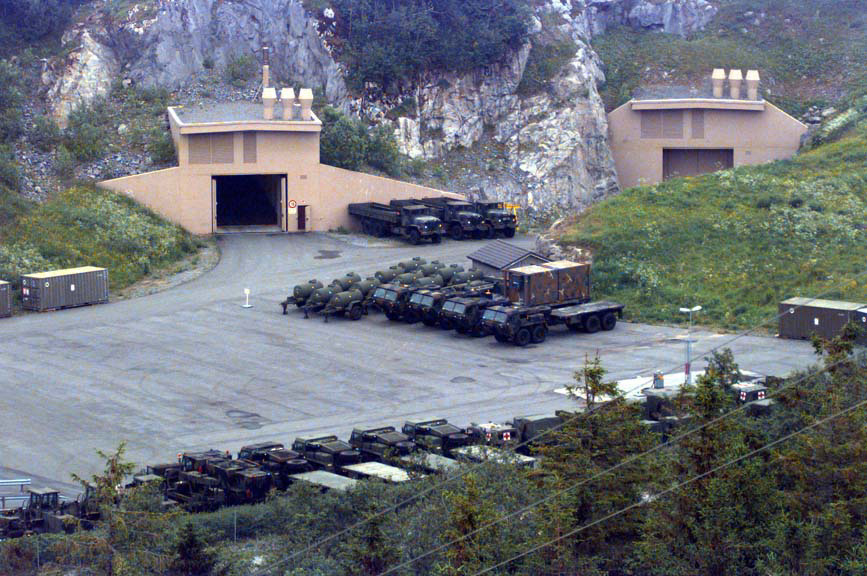
Une des entrées des grottes de stockage de Bjugn en 1997

Après la fin de la guerre froide, le gouvernement américain a envisagé de fermer les stocks. Cependant, ils sont restés après que le gouvernement norvégien ait accepté de prendre à sa charge les frais d'entretien dans les années 1990. Les installations sont utilisées pour soutenir les opérations militaires américaines dans le monde entier, et la plupart des équipements stockés en Norvège ont été envoyés au Moyen-Orient pour être utilisés lors de la guerre en Irak en 2003. Les stocks ont commencé à être reconstruits après 2005.
Un nouveau protocole d'accord précisant la manière dont le MCPP-N est administré a été signé en 2005. En vertu de cet accord, la Norvège fournit des infrastructures physiques, des moyens de transport, du personnel de sécurité et entretient la plupart des équipements stockés sur les sites. Le personnel militaire américain conserve certains articles en raison de restrictions de sécurité.
En 2012, l'équipement situé en Norvège a commencé à être modernisé pour répondre aux normes d'une Marine Air-Ground Task Force. Le nombre d'équipements situés dans le pays a également augmenté en 2014 en raison des tensions avec la Russie. En 2015, l'équipement MCPP-N était stocké sur huit sites près de Trondheim. Parmi ceux-ci, trois servent aux véhicules terrestres, trois autres sont utilisés pour stocker des munitions et deux contiennent du matériel lié à l'aviation. À cette époque, le programme était géré par le Blount Island Command (en), qui supervise également les programmes de prépositionnement des navires des Marines. En 2016, il a été signalé que les installations étaient dotées de 100 employés norvégiens et américains.
Les rapports sur la quantité de matériel stocké en Norvège diffèrent. En 2015, DefenseNews a signalé que les installations américaines en Norvège disposaient de suffisamment de fournitures pour soutenir une brigade expéditionnaire de marine au combat pendant 30 jours. Un manuel non classifié du Corps des Marines des États-Unis publié cette année-là indiquait que le "principal objectif" du MCPP-N était de soutenir une Marine Air-Ground Task Force "construite autour d'un élément de commandement, une force opérationnelle de bataillon d'infanterie, un escadron d'aviation, et un élément logistique ". Le manuel indiquait que les installations pouvaient soutenir plusieurs forces simultanément, avec des "ensembles" d'équipement disponibles pour différentes tâches, et que l'équipement pouvait être utilisé pour "augmenter" celui d'une brigade expéditionnaire de Marines.

## Installations

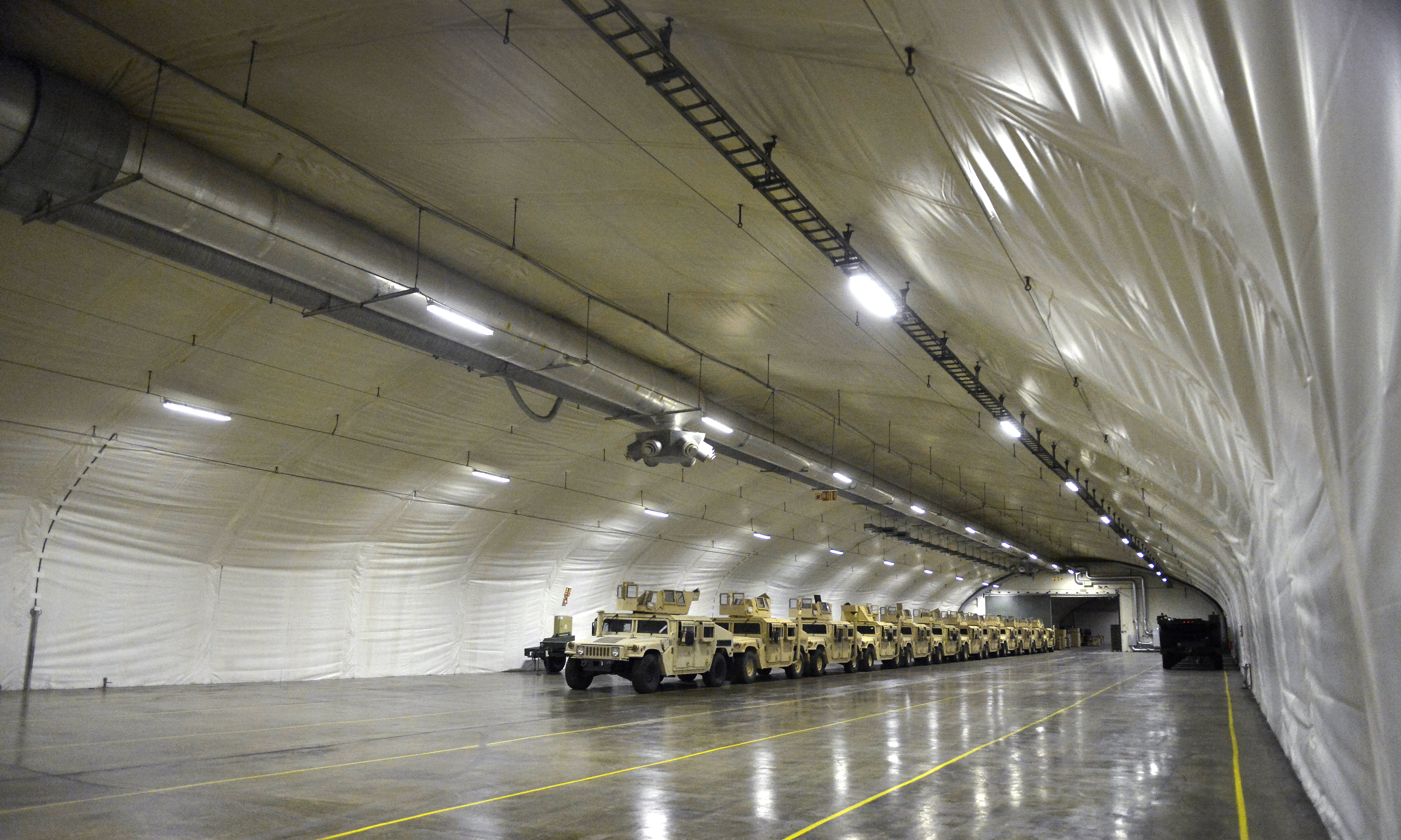
Véhicules à l'intérieur d'une des grottes de stockage en 2015

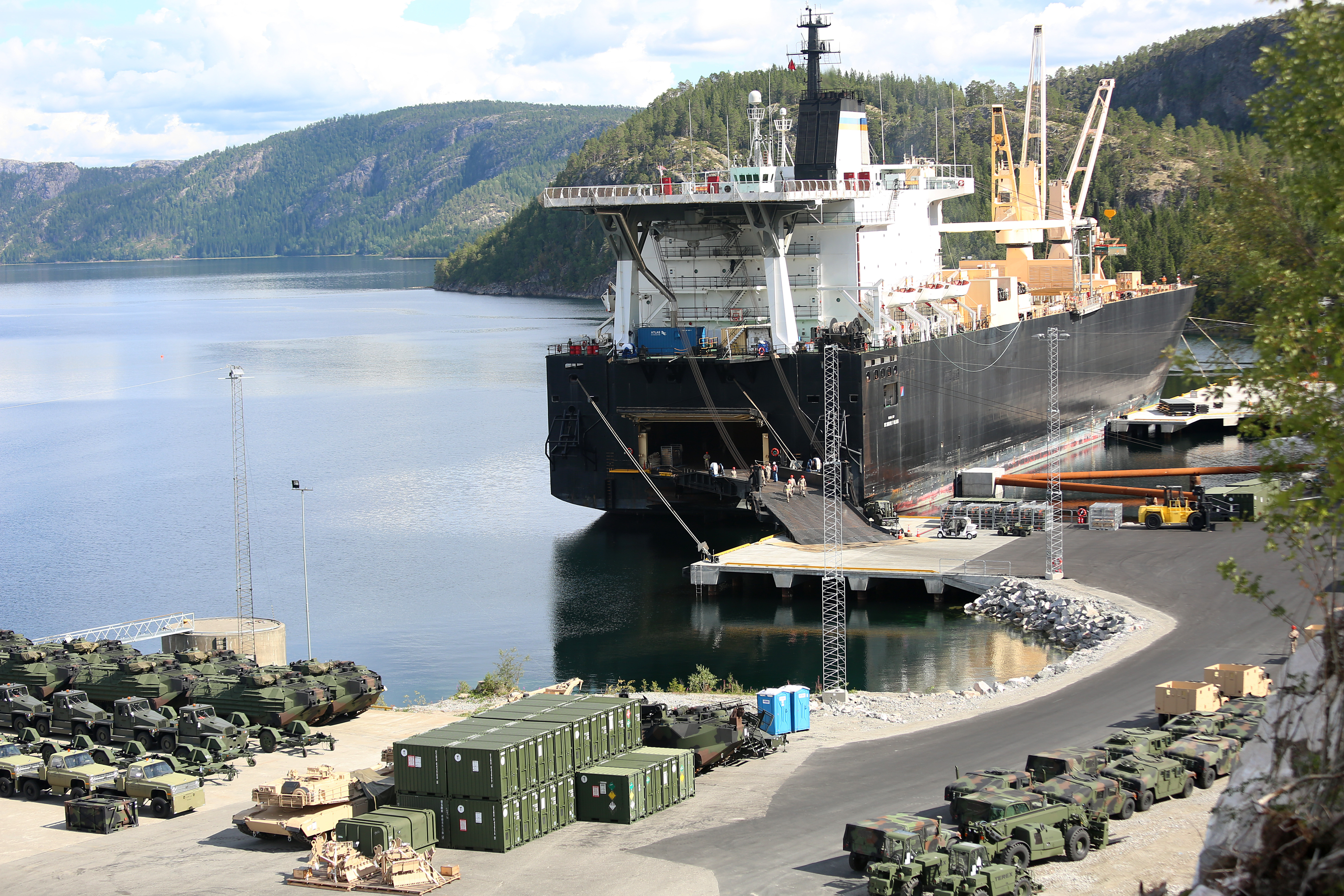
Déchargement de véhicules et d'équipements en 2014 dans le cadre de la modernisation du matériel stocké en Norvège

Selon un manuel non classifié du Corps des Marines des États-Unis, le Marine Corps Prepositioning Program-Norway comprenait les installations suivantes en 2015. À cette époque, les deux sites de réception pour l'aviation étaient situés dans des bâtiments hors sol et les autres sites dans des grottes.
| Site           | Équipement stocké                    | Espace de stockage (en mètres carrés) |
| -------------- | ------------------------------------ | ------------------------------------- |
| Frigaard       | Équipement et fournitures terrestres | 17891                                 |
| Tromsdal       | Équipement et fournitures terrestres | 20279                                 |
| Bjugn          | Équipement et fournitures terrestres | 11050                                 |
| Værnes         | Aéronefs à voilure tournante         | 5303                                  |
| Ørland         | Aéronefs à voilure fixe              | 1837                                  |
| Hammernesodden | Munitions terrestres                 | 1778                                  |
| Hammerkammen   | Munitions terrestres                 | 1873                                  |
| Kalvaa         | Munitions aériennes et terrestres    | 2524                                  |